# 王翊 (明朝)
王翊（1616年—1651年），字完勳，號篤庵，餘姚人，為明末浙東抗清人物。拜兵部尚书，兼右副都御史。

## 生平
世居慈溪，王翊始迁馀姚。幼年喪父，且耕且读，喜談兵法。强毅有智略，明弘光元年（顺治二年，1645年）清兵南下入浙江，王翊招兵举义抗清，餘姚知縣王正中薦為兵部職方主事，敗居大蘭山。魯王監國二年（1647年），于下管起兵，在四明山起結山寨，延四明八百里，号大兰洞主，与冯京第攻克上虞，转战天台，众至万余人，与清兵相持。李長祥、張煌言駐軍上虞，氣勢頗大。设五营五司，军纪严明，受封兵部右侍郎、兵部尚书。后兵败逃往舟山。魯王監國六年（1651年）秋，王翊赴天台招兵途中，兵敗被团练所俘，解至定海，受訊時坐而不跪，清軍劉帥以箭射其肩，田帥以箭射其頰，金帥以箭射其脇，不動如貫植木，後氣管被割斷始仆，從容就義。牙將二人，亦不跪，掠之則跪而面向王翊。見者泣曰：王公忠而從者義。死後被梟首寧波城頭示眾。陸宇㷧（火鼎）（周明）得其頭顱，逢寒食節和重陽節，必慟哭拜祭。黃宗羲為其寫傳，全祖望為其墓碑撰文。後與董志寧之屍和馮京第之臂，合葬於寧波江北北郊鄉馬公橋邊，稱“三忠墓”。
朱舜水集，答野節書二十八首之二十內云：“十五日為知友王侍郎殉忠之日，此日不喜接見一客，亦不至於談笑，故不便遲至此日。”另，答田犀書二首之一內云：“中秋為知友王侍郎完節之日，慘逾柴市，烈倍文山。僕至其時，備懷傷感，終身遂廢此令節，無可為台臺道者。”